# Paranticoma tricerviseta
Paranticoma tricerviseta is een rondwormensoort uit de familie van de Anticomidae. De wetenschappelijke naam van de soort is voor het eerst geldig gepubliceerd in 2005 door Zhang.